# 格林 L. 杰克逊纪念大桥
格林 L. 杰克逊纪念大桥（英語：Glenn L. Jackson Memorial Bridge），是一座横跨哥伦比亚河，连接着俄勒冈州波特兰和华盛顿州温哥华两地。由于205号州际公路从桥上通过，因此它也被称为或称I-205大桥。该桥梁是波特兰跨越哥伦比亚河的两座桥梁之一。

## 修建历史
这座桥梁的结构规划始于1964年，当时它被设计作为东波特兰高速公路（East Portland Freeway）、205号州际公路的一部分。桥梁的建造工程于1977年开始。为了避免干扰哥伦比亚河的水上交通运输，桥梁采取分段式的方法进行建造，每次只建造其中的一段。桥梁重量超过200吨，在河流上游4英里（6.4公里）的地方造好，然后用驳船顺流运输到筑桥地点。桥梁于1982年12月15日正式开通。工程竣工时共耗费1.696亿美元，其中1.557亿美元来自联邦拨款，400万来自华盛顿州的拨款，990万来自俄勒冈州的拨款。在桥梁建造过程中，有四个人因公殉职。

## 现状

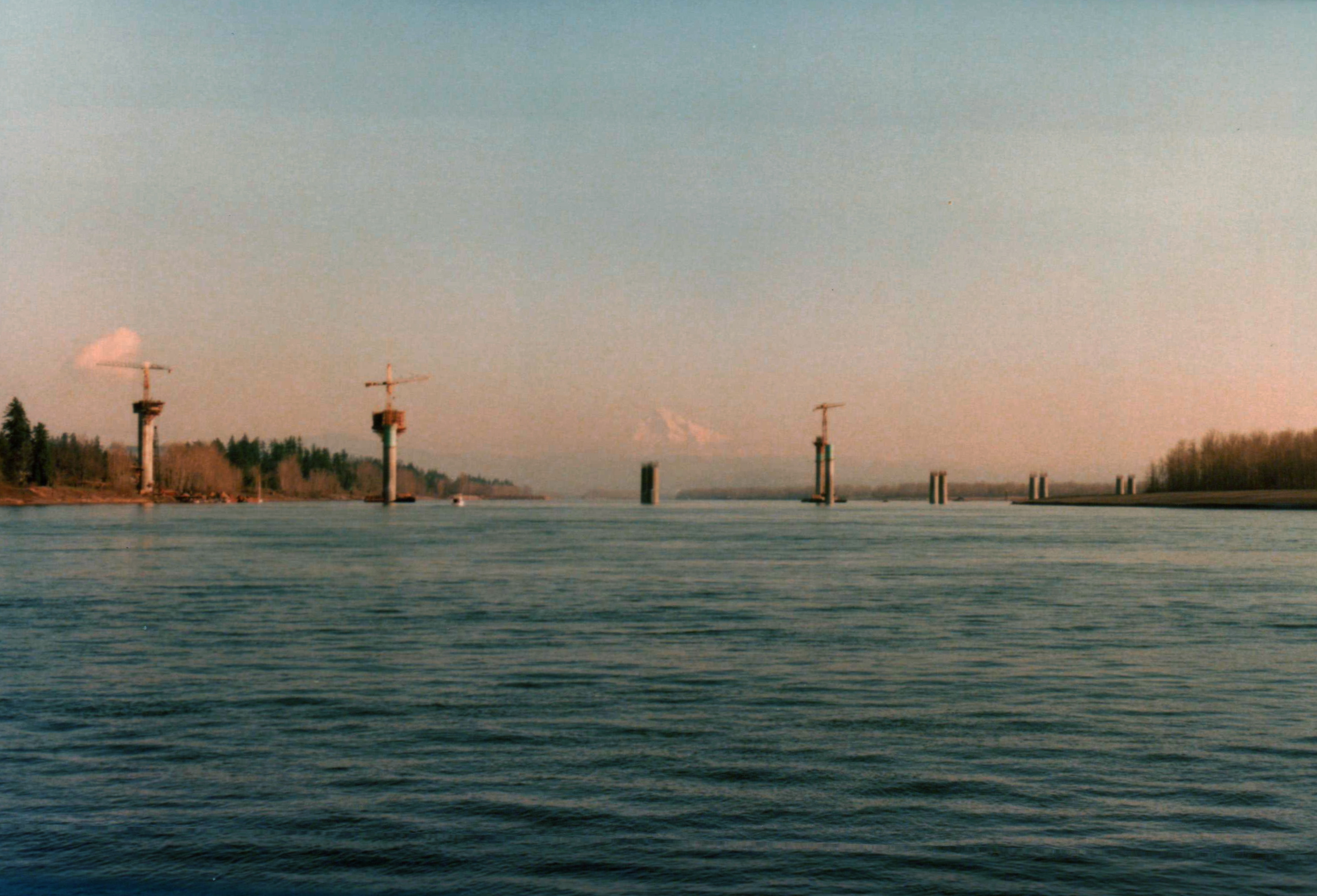
1980年左右拍摄的建设中的格林 L. 杰克逊纪念大桥，该图是从哥伦比亚河向西的方向拍摄的。

格林 L. 杰克逊纪念大桥具有双向通道，每个方向有4条车道以及1条9英尺（2.7米）的自行车道以及人行道。从华盛顿州一方算起，到哥伦比亚中央的政府岛（Government Island）的距离长达7,460英尺（2,270米），从这个岛再到俄勒冈州一方的距离为3,120英尺（951米）。桥梁的主跨靠紧华盛顿州的方向，长达600英尺（183米），在哥伦比亚河水平面较低的时候，它与水面的垂直高度有144英尺（44米）。这座桥梁的命名是为了纪念格林·杰克逊（Glenn Jackson），他是时任俄勒冈州公路委员会以及后来的俄勒冈经济发展委员会的主席。截止到2008年的数据表示，该桥梁的每日平均车流量为134,800辆。